# Hajkal Taha Dżuma
Hajkal Taha Dżuma (arab. هيكل طه جمعة) – egipski zapaśnik walczący w stylu klasycznym. Triumfator mistrzostw Afryki w 1969 roku.